# Ciljno in lokacijsko oglaševanje
Ciljno in lokacijsko oglaševanje je oblika oglaševanja, kjer je oglaševalcem cilj doseči točno določeno osebo. Da dosežejo ta cilj, zbirajo podatke: demografske, ekonomski status, spol, starost, stopnja izobrazbe, raven prihodkov in zaposlenost. Podatki temeljijo na obnašanju potrošnika, njegovem življenjskem slogu, njegovih interesih. Spremljanje le teh poteka po zgodovini brskalnika, zgodovini nakupov, raznih anketah, nagradnih igrah… Osredotočeno je na potrošnika, ki ga poznajo in vedo, da bodo z izbranim oglasom dosegli točno izbranega naslovnika. Z lokacijskim proženjem oglaševalec cilja na potrošnike, ki se zadržujejo v neposredni bližini oglaševanega izdelka ali storitve in tako spodbuja k nakupu oz. akciji. Časovno proženje omogoča predvajanje oglasa le ob naprej določeni uri.
Mobilna interakcija pa oglaševalcu omogoča, da s potrošniki vzpostavi interakcijo in pridobi povratne informacije. S poslanim SMS sporočilom z določeno ključno besedo pridobijo več informacij o produktih, nagradnih igrah, ali ko se nalaga na mobilni telefon brezplačne mobilne vsebine.
Na trgu je kar nekaj različnih platform, ki ponujajo ciljno in lokacijsko oglaševanje. Primer tega so oglasni zasloni na avtobusih in avtobusnih postajah, oglaševanje na aktivnih panojih ob avtocestah.